# Akebia quinata
Akebia quinata: akebi (通草, 'akebi'?). Conocida popularmente como "chocolate vine", es un arbusto nativo de Japón, China y Corea.

## Descripción
Las inflorescencias están agrupadas en racimos, con tres o cuatro sépalos. Los frutos son vainas presentan forma ovalada alargada que contienen pulpa comestible.
En China, se conoce como "mu tong" (Pinyin) o "mu tung" (Wade-Giles), que significa "perforamadera". También es a veces conocido como "mu Tsao" (Wade-Giles), que significa "hierba perforadora". Además es cultivada por los jardineros como planta ornamental trepadora.

## Propiedades  y usos
Frutos comestibles. La fruta contiene una pulpa suave y dulce que se asemeja a una pitahaya blanca, que se come principalmente en Japón como un manjar de temporada. La corteza, con un ligero sabor amargo, se utiliza como verdura, por ejemplo, rellena con carne picada y frita. Las vides se utilizan tradicionalmente para la cestería.
En la farmacopea china se le atribuye propiedades terapéutica como diurético, galactogoga, antiflogístico, y analgésico.  El uso principal de la hierba en China es como un remedio tradicional para la lactancia insuficiente en las madres lactantes. La parte medicinal de esta planta es el tallo leñoso, que se corta en secciones transversales y es preparado como una decocción.

## Taxonomía
Akebia quinata fue descrita por (Houtt.) Decne. y publicado en Archives du Muséum d'Histoire Naturelle 1: 195, pl. 13a. 1839.
Sinonimia
- Akebia micrantha Nakai
- Rajania quinata Houtt. basónimo[4]

## Galería
|                                                  |       |             |       |
| flor hembra y 5 flores masculinas en Monte Ibuki | fruto | ilustración | hojas |